# Opération Nez rouge
Pour les articles homonymes, voir Nez rouge.

Logo

Opération Nez rouge est un organisme à but non lucratif dont la mission est de valoriser l’adoption d’un comportement responsable pour prévenir la conduite avec des facultés affaiblies.
L'organisme offre un service de raccompagnement bénévole dont les retombées locales profitent à la jeunesse et au sport amateur, ainsi que d'autres activités de sensibilisation.

## Description
Le service de raccompagnement de l’Opération Nez rouge, offert annuellement durant la période des Fêtes, est confidentiel et gratuit. La totalité des dons versés par les utilisateurs du service est remise à des organismes sans but lucratif destinés à la jeunesse ou au sport amateur. Chaque année au Canada, ce sont 55 000 bénévoles qui raccompagnent près de 80 000 automobilistes et leurs passagers. Ces bénévoles assurent le service de raccompagnement sur la route en formant des équipes de trois raccompagnateurs, mais aussi les services à la centrale de coordination, comme la téléphonie, la répartition ou la formation.
Le service de l'Opération Nez rouge est rendu par la communauté à la communauté. L'organisme responsable de la tenue de l’Opération Nez rouge dans une localité donnée est communément appelé un maître d'œuvre. Cet organisme recueille et conserve l'intégralité des dons de ses utilisateurs, pour financer ses activités sportives ou jeunesse. Le Secrétariat national de l’Opération Nez rouge, situé à Québec, s’occupe de coordonner la campagne à l’échelle nationale et offre un soutien constant aux maîtres d’œuvre. 

## Historique
En 1984, Jean-Marie De Koninck, professeur de mathématiques à l’Université Laval et entraîneur de l'équipe de natation du Rouge et Or, cherchait une façon originale de financer son équipe.
Un jour, à la fin de septembre 1984, il entend des statistiques sur les graves problèmes causés par la conduite avec les facultés affaiblies, dont le fait que plus de 50 % des accidents mortels sur les routes sont causés par des automobilistes qui ont consommé de l'alcool.
C'est alors que lui vient l'idée de mettre à contribution ses 25 nageurs et nageuses pour offrir aux automobilistes qui ont pris un verre de trop la possibilité d'aller les reconduire chez eux dans leur propre voiture. Avec la collaboration du Service de police de la Ville de Québec et de la station de radio CHRC, la première Opération Nez rouge se déroulait du 13 au 23 décembre 1984.

## Au Québec
En 2020, en raison du contexte sanitaire et de son impact sur la logistique, le service de raccompagnement n'a pas pu être mis en place
.
En 2021, l’organisation est de retour sur les routes dans plus d’une vingtaine de régions au Québec. Si la campagne de raccompagnement a pris fin prématurément en raison du contexte sanitaire, les onze soirées d’opération ont permis d’effectuer près de 7 000 raccompagnements, avec l’implication de plus de 6 800 bénévoles.

## Au Canada
En 2019, à l’occasion de la 36e campagne de l’Opération Nez rouge, 101 communautés au Canada offraient le service de raccompagnement. Grâce à 48 606 bénévoles, 69 029 automobilistes canadiens ont été raccompagnés entre le 29 novembre et le 31 décembre 2019[source secondaire nécessaire].
En 2020, en raison du contexte sanitaire et de son impact sur la logistique, le service de raccompagnement n'a pas pu être mis en place.
En 2021, après un bref retour avant la période des fêtes, Nez rouge met fin au service de raccompagnement à la suite de l'augmentation des cas de COVID-19.

## En Suisse
Le concept « Nez Rouge » a été importé en Suisse en 1990 par le Dr Jean-Luc Baierlé. Le service fonctionne en général durant tout le mois de décembre. L'Opération a permis de raccompagner 31 000 personnes en décembre 2016, dont un quart durant la nuit du Nouvel An. La Fédération Nez Rouge Suisse (NRS) a vu le jour le 2 juin 2012[source secondaire nécessaire]. La Fédération Nez Rouge Suisse est responsable de la structure opérationnelle au niveau national. Nez Rouge Suisse supervise l’activité des différentes sections Nez Rouge.
11 663 personnes sont raccompagnées en 2002. En 2015, 8 316 chauffeurs raccompagnent 29 000 personnes. En 2018, Nez Rouge transporte plus de 35 000 personnes en Suisse. En 2020, les seules régions de Suisse qui ne sont pas desservies sont les régions de Bâle, de l'Engadine et du Haut-Valais. En 2021, le nombre total de personnes transportées depuis 1990 s'élève à 493 000.

## En France
Modèle:Secnecnec.

## Au Portugal
Le concept de l'Opération Nez rouge a aussi été repris au Portugal[réf. nécessaire].

## Hommages
Le film Nez rouge a comme prémisse des accompagnateurs de ce service pour son histoire.